# Chandra Prakash Kala
Chandra Prakash Kala indiai ökológus és professzor. Kutatási területe az alpesi ökológia, a természetvédelmi biológia, az őshonos tudásrendszerek, az etnobotanika és az aromás gyógynövények. Az Indian Institute of Forest Management kari területének ökoszisztéma- és környezetgazdálkodási tanszékén tanársegéd.

## Életpályája

### Korai életútja, oktatás
Kala az indiai Uttarakhand állam egyik kis falujában, Sumariban született és nőtt fel. Élettudományokat tanult a Hemwati Nandan Bahuguna Garhwal Egyetemen, Szrinagarban, majd a Virágok Völgye Nemzeti Park ökológiájáról és védelméről doktorált egy tekintélyesnek számító egyetemen, a dehraduni Erdészeti Kutatóintézetben.

### Karrierje
Több mint 185 kutatási tanulmányt és cikket, valamint kilenc könyvet publikált, többek között a következőket: A Virágok Völgye: Az indiai Transzhimalája gyógynövényei, Uttarakhand gyógynövényei, és A Virágok Völgye Nemzeti Park ökológiája és megőrzése. Rendszeresen ír népszerű cikkeket angol és hindi nyelven. A Virágok Völgye Nemzeti Parkról szóló évtizedes tanulmányai megalapozták, hogy az UNESCO 2005-ben a Virágok Völgyét a világörökség részévé nyilvánította.
Kala professzor felmérte az ázsiai gyógymódok két fő hagyományos rendszerét - az Ayurvédát és a hagyományos tibeti gyógyászatot. Tanulmányozta a különböző törzsi közösségek által Északnyugat-, Északkelet- és Közép-Indiában, különösen Arunácsal Prades, Himalájs Pradesh, Dzsammu és Kasmír, Uttarakhand, Cshattíszgarh és Madhja Prades területén kialakított különböző természeti erőforrás-gazdálkodási gyakorlatokat. A Virágok Völgye Nemzeti Park mellett számos más magasan fekvő védett területet is felmért, köztük a Kedarnath Vadvédelmi Területet, a Nagy Himalája Nemzeti Parkot, a Hemis Nemzeti Parkot, a Karakorum Vadvédelmi Területet, a Changthang Vadvédelmi Területet, a Kibber Vadvédelmi Területet, a Pin-völgy Nemzeti Parkot és a Binsar Vadvédelmi Területet. Kala az Alpokot is felmérte, köztük Szlovénia egyetlen nemzeti parkját, a Triglavi Nemzeti Parkot.
Nemzetközi szinten elismert, a szakpolitikák kialakításáról és végrehajtásáról jól ismert intézményekben szolgált, köztük az indiai Egészségügyi és Családjóléti Minisztérium csúcsszervében, a National Medicinal Plants Boardban is.
Kala tagja több mint egy tucat hazai és nemzetközi tudományos folyóirat szerkesztő- és tanácsadó testületének, köztük a Journal of Ethnobiology and Ethnomedicine, American Journal of Plant Sciences, International Journal of Ecology, Applied Ecology and Environmental Sciences, International Journal of Forestry Research, Journal of Biodiversity és African Journal of Plant Sciences-nek is.

## Díjai és elismerései
Kala tagja a Nemzeti Tudományos Akadémiának, India első, 1930-ban alapított tudományos akadémiájának Nemzeti és nemzetközi intézmények - többek között az International Centre for Integrated Mountain Development, Nepál Környezetvédelmi és Erdészeti Minisztérium, az Indiai Vadvilág Intézet és a G. B. Pant Institute of Himalayan Environment and Development - ösztöndíjban részesült az indiai Himalája különböző nemzeti parkjaiban, vadvédelmi területein és Bioszféra-rezervátumaiban végzett ökológiai és biodiverzitás megőrzési kutatásaiért.
Vendégkutató volt az Egyesült Államokban a Pennsylvania Állami Egyetemen és a szlovéniai Ljubljanai Egyetemen.
Kala elnyerte a rangos ICFRE-díjat az erdővédelem (biodiverzitás és ökológia) kiválóságáért.

## Fordítás
Ez a szócikk részben vagy egészben  a   Chandra Prakash Kala című angol Wikipédia-szócikk fordításán alapul.  Az eredeti cikk szerkesztőit annak laptörténete sorolja fel. Ez a jelzés csupán a megfogalmazás eredetét és a szerzői jogokat jelzi, nem szolgál a cikkben szereplő információk forrásmegjelöléseként.